# Les bicyclettes de Belsize/Per te per me
Les bicyclettes de Belsize/Per te per me è il primo singolo della cantante italiana Nada, pubblicato dalla RCA Talent nel 1968.
Entrambe le canzoni sono contenute nell'album Nada del 1969.

## Tracce
Lato A
- Les bicyclettes de Belsize (testo di Misselvia e Rinaldo Prandoni; musica di Les Reed e Barry Mason) – 3:03

Lato B
- Per te per me (testo di Franco Migliacci; musica di Shel Shapiro) – 3:10